# Passeport chypriote turc

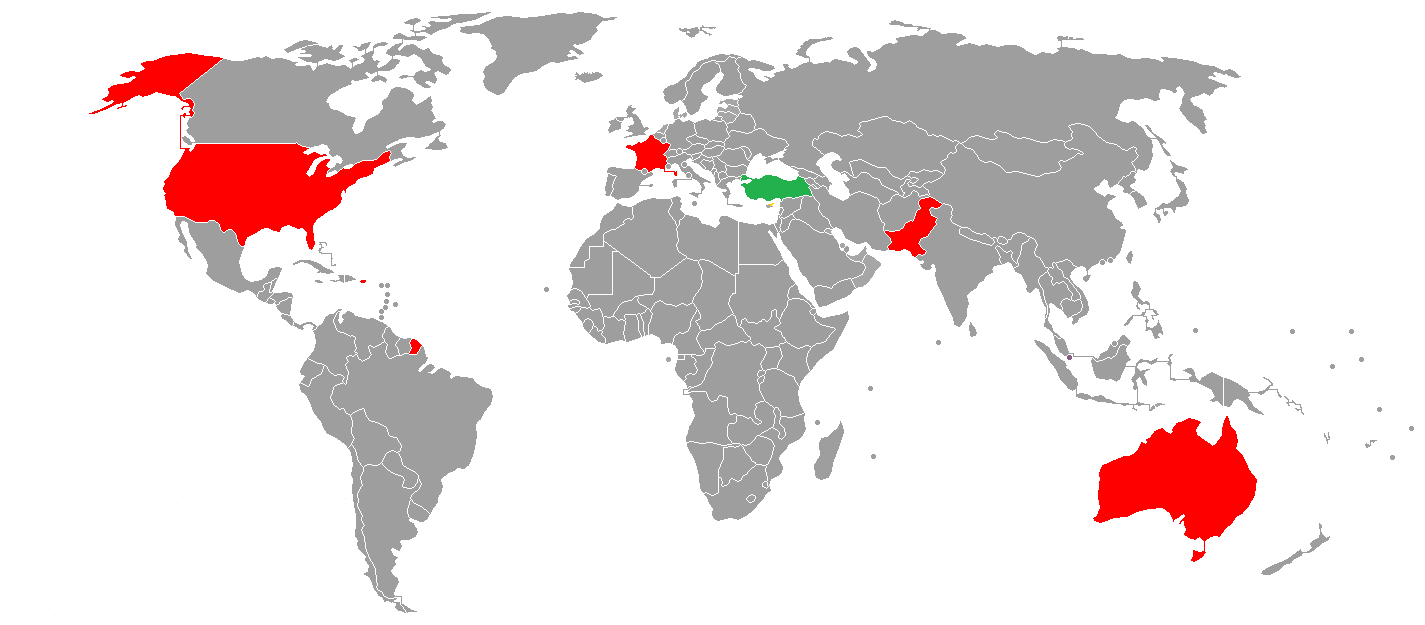
Pays acceptant le passeport de Chypre du Nord.
Pays
pas de visa
visa requis
passport non valide

Le passeport chypriote turc est un document de voyage délivré aux ressortissants de la république turque de Chypre du Nord, un État non reconnu, sauf par la Turquie, situé au nord de l'île de Chypre qui a proclamé son indépendance de façon unilatérale en 1983.
Hormis la Turquie, le passeport est toutefois reconnu par d'autres pays dont la liste varie : l'Australie, le Pakistan, la France, la Tanzanie, les États-Unis et le Royaume-Uni. Pour pouvoir voyager, les habitants peuvent demander un passeport turc sans pour autant être de nationalité turque.
En mai 2012, le ministère de l'Intérieur et des Gouvernements locaux a introduit un passeport biométrique de nouvelle génération de la république turque de Chypre du Nord et il a été annoncé qu'il serait remis aux citoyens fin 2012[réf. nécessaire].